# Relazioni bilaterali tra Santa Sede e Unione Sovietica
Le relazioni tra lo Stato più grande del mondo e quello più piccolo furono sempre segnate dalle persecuzioni subite dalla chiesa cattolica nell'Unione Sovietica e, durante la Guerra Fredda, anche negli altri paesi del patto di Varsavia, da una parte, e dalla scomunica ai comunisti e dalla messa all'indice delle opere dei pensatori di sinistra dall'altra. Dopo un lungo periodo di diffidenza, se non di aperta ostilità a partire dal pontificato di Benedetto XV, che raggiunse il massimo sotto Pio XII dopo il 1945, la Santa Sede iniziò a dialogare coi leader sovietici durante i papati di Giovanni XXIII e Paolo VI. Negli anni novanta l'azione diplomatica di Giovanni Paolo II fu vista, anche se in modo discusso, come uno dei fattori che portarono alla dissoluzione dell'Unione Sovietica.

## L'ostilità: dal 1917 al 1958
La fine del primo conflitto mondiale vide la nascita, per la prima volta, di uno Stato socialista, l'Unione Sovietica. Il Vaticano era ostile all'ideologia marxista, atea per definizione, in quanto vedeva la religione cattolica, come del resto tutte le altre, come "oppio dei popoli". Del resto le opere di Marx ed Engels erano state già inserite, poco dopo la loro pubblicazione, nell'Indice dei Libri Proibiti. Molti religiosi della chiesa degli Uniati in Ucraina e in Armenia furono imprigionati per molti anni o sparirono. Molti vescovi ortodossi scrissero già a papa Benedetto XV, come padre di tutta la Cristianità, descrivendogli le uccisioni di preti, la distruzione delle loro chiese le altre persecuzioni che subivano.
In seguito papa Pio XI, preoccupato dalle voci riguardanti le persecuzioni dei cristiani in Unione Sovietica, incaricò il nunzio apostolico in Germania Eugenio Pacelli, futuro Pio XII, di migliorare i rapporti diplomatici tra i due stati. Pacelli negoziò così l'invio di cibo all'URSS, incontrandosi anche coi diplomatici sovietici e col ministro degli Esteri Georgi Chicherin, non trovando un accordo sull'educazione né sull'ordinazione di preti e vescovi, ma trovandoli invece su altre questioni di importanza vitale per la Santa Sede. Nonostante il pessimismo del Vaticano e la mancanza di progressi visibili Pacelli continuò segretamente la sua missione diplomatica, finché nel 1927 il papa ordinò che smettesse di farlo per non rischiare polemiche che sarebbero sorte qualora i contatti diplomatici fossero divenuti di pubblico dominio.
La "crudele persecuzione di religiosi, monaci, suore e altre persone collegate alla Chiesa" continuò fino agli anni '30. Erano inoltre comuni l'espropriazione di beni ecclesiastici, la chiusura di chiese e la condanna di molti religiosi all'esilio o a morte. Secondo il censimento sovietico del 1936 più o meno il 55% dei sovietici si identificarono come credenti, mentre altri nascosero il loro credo.
Il papa descrisse in seguito la mancanza di reazioni nei confronti delle persecuzioni dei cristiani in Messico, Germania, Spagna e Unione Sovietica come una "cospirazione del silenzio", scrivendo l'enciclica Divini Redemptoris, che condannava il Comunismo e il regime sovietico. In seguito nominò un vescovo francese affinché consacrasse in segreto sacerdoti. Fu un fallimento, e molti di questi sacerdoti furono mandati ai gulag o uccisi in altro modo.
Durante la prima parte del pontificato di Pio XII la situazione peggiorò. Tra il 1939 e il 1940 i sovietici occuparono la parte orientale della Polonia e la Lituania, prevalentemente cattoliche, perseguitando i religiosi cattolici in un tentativo di sradicare la fede cattolica da quelle terre.
Solo due mesi dopo la sua elezione il nuovo papa denunciò nuovamente, nella lettera alla Congregazione delle Chiese Orientali Singolari Animi, le persecuzioni dei cattolici in Unione Sovietica. Tre settimane dopo, in occasione del 950º anniversario del battesimo di San Vladimiro diede il benvenuto al clero russo, pregando per coloro che soffrono in quel paese e aspettando con le loro lacrime la venuta del Signore. In seguito gran parte della Polonia e dei Paesi Baltici furono annessi dall'URSS. Subito dopo furono perseguitate le chiese cattoliche di Armenia, Ucraina e Rutenia.
Dopo la guerra, la Chiesa ortodossa russa ottenne da Stalin qualche forma di libertà, ma non le chiese orientali in comunione con Roma. I loro leader affrontarono grandi pressioni volte ad allontanarle da Roma e ad avvicinarsi a Mosca. L'enciclica Orientales Omnes Ecclesiae è un riassunto delle relazioni tra il Vaticano e gli Uniati fino al 1945. Alcuni Ruteni, delusi dalle politiche vaticane, tornarono alla Chiesa Ortodossa russa già durante il pontificato di Pio XI.
La Città del Vaticano rispose alle mosse della Russia stalinista scomunicando, nel 1949, tutti coloro che si fossero iscritti o appoggiassero in qualche modo i partiti comunisti, e quindi di riflesso la stessa URSS. Fu vietata ai credenti la divulgazione di opere dei pensatori comunisti, riprendendo l'Indice, nonché l'accesso ai Sacramenti ai comunisti.

## Il dialogo: dal 1958 al 1978
Durante il breve papato di Giovanni XXIII ci furono tentativi di riconciliazione con gli Uniati per ridurre gli attriti coi sovietici e contribuire alla pace mondiale, come dimostrato anche dal ruolo di mediazione tra le due superpotenze avuto dal Vaticano durante la crisi di Cuba. Già nell'enciclica Pacem in terris il Santo Padre aveva infatti iniziato un dialogo col governo sovietico allo scopo di evitare una guerra mondiale migliorando i rapporti tra USA e URSS. Il Concilio Vaticano Secondo inoltre non condanna il Comunismo (non lo menziona nemmeno), in quello che alcuni hanno definito un accordo segreto tra Vaticano e URSS per fare in modo che i Cattolici di rito orientale non fossero più perseguitati, politica continuata anche dal successore di Roncalli, Paolo VI.
La politica di papa Montini fu anzi detta Ostpolitik, in quanto ricordava le politiche messe già in atto da altri paesi europei. Il papa ricevette in Vaticano il ministro degli Esteri Gromyko e il Segretario del Presidium del Soviet Supremo Podgorny. Nel 1966 fu inoltre soppresso l'Indice dei libri proibiti, che resta però ancora oggi moralmente vincolante per i cattolici, che ora possono dunque avere accesso alle opere di Marx ed Engels.
Il pontificato di Giovanni Paolo I fu invece troppo breve perché si potesse assistere a un cambiamento nei rapporti tra i due paesi.

## Dall'elezione di Wojtyła al soglio pontificio alla fine dell'Unione Sovietica: 1979-1991

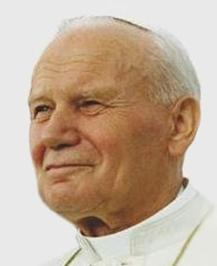
Giovanni Paolo II

Sebbene Giovanni Paolo II sia visto come uno dei protagonisti della caduta dei regimi comunisti dell'Europa Orientale gli storici sono divisi sul ruolo reale che effettivamente ha avuto in questo processo. Nonostante la maggior parte di essi affermano che il papa ebbe un'influenza rilevante solo sul crollo del regime comunista polacco, resta discusso il suo ruolo nel processo che ha portato alla dissoluzione del blocco sovietico. È necessario quindi analizzare gli eventi storici compresi tra il 1978, anno dell'elezione di Wojtyła al soglio pontificio, e il 1991, anno in cui l'URSS cessa di esistere.
Wojtyła fu il primo papa non italiano da più di quattro secoli e il primo in assoluto a venire dalla Polonia. Ciò destò sorpresa negli ambienti cattolici in tutto il mondo. Egli aveva vissuto sotto il nazismo prima e sotto il comunismo poi, ed era fermamente ostile a entrambe le ideologie. Già nella sua prima enciclica individuò nella libertà di religione una delle basi dei diritti umani e sostenne che fosse compito della Chiesa proteggerla, mentre i promotori dell'Ostpolitik furono rimossi dai loro incarichi. Il nuovo papa prese inoltre più volte una presa di posizione contro il comunismo pubblicamente. Nonostante Leonid Brezhnev, Segretario Generale del Comitato Centrale del PCUS, lo avesse invitato a non interferire con la politica interna polacca, Wojtyła visitò il suo paese natale già nel 1979. Wojtyła fu accolto in modo trionfale da tre milioni di persone a Varsavia, quindi ai cantieri navali Lenin di Danzica tenne una messa in suffragio dei lavoratori uccisi dal governo polacco durante gli scioperi del 1970, portando con sé una grande croce di legno a simboleggiare il fardello del comunismo sul popolo polacco. Nel frattempo il sindacato Solidarność, guidato dall'elettricista Lech Wałęsa e fortemente legato alla Chiesa Cattolica, diventava sempre più forte. Wałęsa si recò in visita al papa a Roma già nel gennaio 1981.

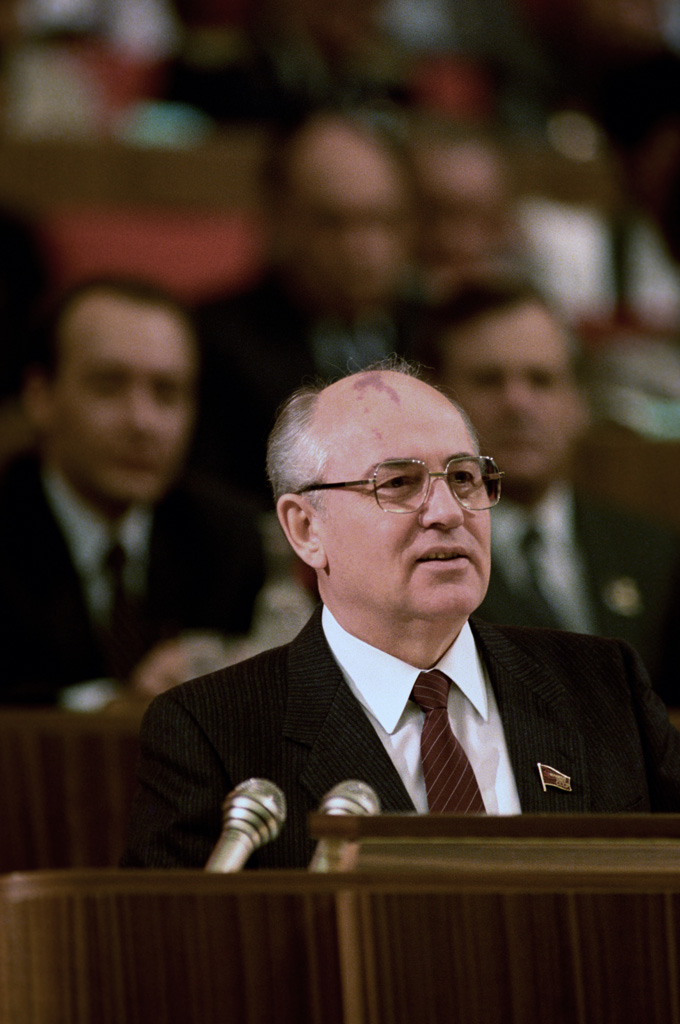
Mikhail Gorbachev

Pochi mesi dopo Giovanni Paolo II rimase gravemente ferito in un attentato compiuto dal turco Mehmet Ali Ağca. Molti dicono che dietro l'attentato ci fossero i servizi segreti bulgari e quindi, di riflesso, quelli sovietici, ma queste voci non sono state mai confermate e rimangono quindi, in assenza di nuovi elementi, complottistiche.
Nel 1983 la nuova edizione del Codice di Diritto canonico non riprende la scomunica ai comunisti, abrogandola di fatto.
Inizialmente molti dei capi di Solidarność furono arrestati, ma il sindacato andò a rafforzarsi sempre di più, e Roma fece da tramite tra Solidarność e il governo comunista polacco nel 1989. L'anno successivo Wałęsa fu eletto Presidente della Repubblica e per la fine del 1992 l'ultimo soldato sovietico aveva lasciato la Polonia. Anche gli altri stati satellite dell'URSS si ribellarono quindi a Mosca.
Il 1º dicembre 1989 Giovanni Paolo II incontrò il leader sovietico Mikhail Gorbachev. Era la prima volta che un papa e un leader sovietico si incontravano e, in quest'occasione, furono finalmente stabiliti rapporti diplomatici tra i due paesi. L'incontro fu visto come una fine simbolica al conflitto filosofico che contrapponeva comunismo e cristianesimo.